# Jan Dworak
Jan Aleksander Dworak (Sochaczew, 31 dicembre 1948) è un politico, attivista e giornalista polacco, dal 2004 al 2006 è stato Presidente della Telewizja Polska, la televisione nazionale polacca.